# Kioloa
Kioloa – miasto w Australii, w stanie Nowa Południowa Walia, nad Oceanem Spokojnym.